# Música taoísta

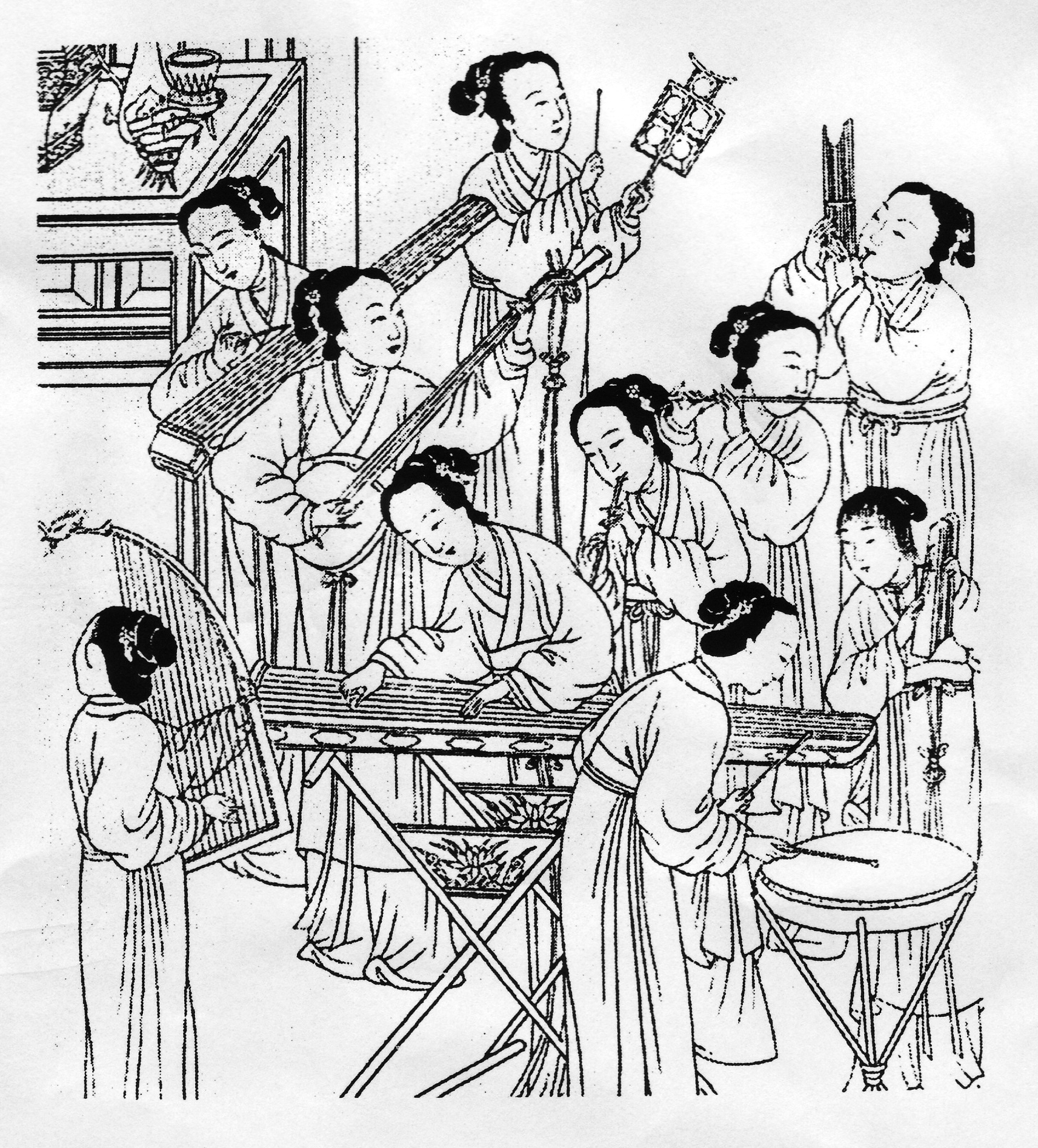
Un antiguo grabado dinástico chino de un conjunto exclusivamente femenino de instrumentistas tradicionales.

La música taoísta es un estilo musical que tiene gran importancia en las ceremonias taoístas. Esta relevancia queda demostrada observando cómo las creencias principales se reflejan a través de los elementos de la música, tales como la armonía, la instrumentación y el ritmo.
La expresión de las creencias espirituales a través de la música permite a los seguidores del taoísmo mejorar su camino a la comprensión.

## Música en las ceremonias
Las recitaciones de la mañana y de la tarde son actividades religiosas diarias en los templos taoístas. 
Esta tradición de la recitación, legendariamente originada durante la Dinastía Jin (1115-1234) cuando Wang Chongyang, el patriarca de la Tradición de la Perfección Completa, fundó el sistema del templo taoísta, tiene una historia de unos 800 años. 
A la hora de Romper la Quietud, a las 5 de la mañana, todos los días, los habitantes taoístas del Templo se levantan y limpian el patio y las salas. Después de asearse y desayunar, se congregan en el Salón y recitan las escrituras matinales en el altar. 
Al atardecer, después de cenar, al oír la primera llamada de tambor para ir al altar, se visten de nuevo formalmente y se congregan en el Salón para recitar las escrituras. Esto sucede todos los días del año. La música es tocada durante la Recitación matinal.

## Instrumentos
Los instrumentos musicales utilizados en esta ceremonia, el Faqi y el Muyu, son indispensables
El faqi son grandes tambores, campanas y bloque de peces de madera llamado Muyu (ayuda a la meditación y a complementar las acciones rituales de los sacerdotes).

## Tipos De Melodías
| Nombre                                                                        | Descripción |
| ----------------------------------------------------------------------------- | --- |
| La Melodía Pura y Clara                                                       | Es ejecutada para acompañar la recitación de las escrituras mañana y tarde. Su propósito es purificar la mente en la preparación para el cultivo. Se ejecuta frecuentemente en los rituales taoístas. |
| La Melodía de la Oda Mayor                                                    | Las escrituras de las odas a las deidades celestiales normalmente se recitan para cantar las alabanzas para dichas deidades Taoístas tales como los Cinco Patriarcas y los Siete Perfectos. En ese momento, los Taoístas cantan la Melodía de la Oda Mayor para expresar su respeto hacia los Inmortales. |
| El Vuelo de la Grulla blanca                                                  | Todos los taoístas que alcanzan el reino de la Inmortalidad ascienden al Cielo en una grulla. Esta pieza de música expresa la transcendencia de la libertad taoísta. |
| La Última Melodía Suprema (Melodías Ortodoxas de la Perfección Completa)      | El Último Supremo es el símbolo del Taoísmo; esta melodía expresa la suprema sinceridad hacia la creencia más alta dentro del Taoísmo y la profunda contemplación del Tao. |
| La Melodía del Infierno Oscuro                                                | Todos tenemos algún antepasado muerto viviendo en el así llamado Reino Oscuro. Esta melodía, cantada en los Rituales de Salvación, ora a los espíritus perfeccionados para ayudar al alma en la oscuridad para transcender el submundo y entrar en la Tierra de los Sabios o renazca con nuevas calidades. |
| La canción del Regocijo entre las Nubes                                       | Expresa el regocijo en la serenidad y la libertad de los Inmortales en la corte celestial. |
| La Melodía del Señor Celestial (Melodías Ortodoxas de la Completa Perfección) | "Señor Celestial" es el nombre respetuoso para los Inmortales. Esta pieza de música expresa el respeto hacia todas las altas deidades del Taoísmo. |
| La Alegría de los Inmortales                                                  | Como melodía recitada en los rituales prósperos, esta melodía reza para disminuir los desastres y desea la buena suerte y la alegría de Inmortales a las personas. |
| Las Cinco Ofrendas                                                            | Este pieza de música describe la ofrenda de incienso y las actividades de adoración a las deidades, utilizado a menudo por los creyentes taoístas de Hong Kong. La melodía de las Cinco Ofrendas, ejecutada repetidamente, es muy fluida y bonita. Con las ricas características de la música cantonesa, los creyentes hacen el saludo con sincera piedad. Una majestuosa imagen de los tambores y los fieles orando en estas actividades con canciones.                                              |
| La Canción del Arrepentimiento                                                | El hombre que vive en el mundo inevitablemente comete errores. El Libro taoísta de la Paz Suprema dice, "El Tao Celestial no tiene afinidad y viene a quienquiera que sea virtuoso." Puesto que es inevitable para el hombre cometer errores, es importante para el hombre reconocer su error y corregirlos. Sólo cuando los hombres se tratan entre sí con la virtud, realizarán la gran armonía. Esta pieza de música también se ejecuta frecuentemente en todos los templos Taoístas de Hong Kong. |
| Oda de la Plataforma de Jade                                                  | La Plataforma de Jade, como un término de alquimia interna, se refiere la sinceridad y la concentración requeridas para cultivar la naturaleza espiritual con la mente y lograr la fruta espiritual perfecta. Este pieza de música describe la piedad de los practicantes Taoístas. |
| Oda del Deseo de la Longevidad                                                | Esta es una pieza de música ejecutada frecuentemente en los rituales prósperos en los templos Taoístas en Hong Kong. Uno de los objetivos principales del Taoísmo es lograr la longevidad y la inmortalidad y disfrutar la gloria ilimitada. Este pieza de música es a la vez una oda a las deidades y una expresión de los mejores deseos para la gente común. |